# 나노엔텍
나노엔텍(NanoenTek Inc)는 대한민국의 생명기기 기업이다. 본사는 서울시 구로구 디지털로26길 5, 에이스하이엔드타워1차 12층에 위치해 있으며 대표이사는 정찬일이다.
미국 써모피셔사와 펄킨엘머사에 생명공학 연구기기 제품을 위탁 생산 공급하고 있다

## 유상증자
2024년 175억 원 규모의 에이플러스에셋어드바이저를 대상으로 제3자 배정 유상증자를 하였다.

## 같이 보기
- 나노캠텍
- 나노 (기업)

## 참고 문헌
1. ↑  전염병(코로나19) - 진단 테마, 나노엔텍 +26.96%, 엑세스바이오 +20.85%, 조선비즈, 2024.05.14
2. ↑  나노엔텍 유상증자 소식에 강세↑, 아시아경제, 2024.05.14
3. ↑  나노엔텍, 175억 원 규모 3자배정 유상증자 결정 소식에 강세, 이투데이, 2024-05-14